# Poncins
Poncins – miejscowość i gmina we Francji, w regionie Owernia-Rodan-Alpy, w departamencie Loara.
Według danych na rok 1990 gminę zamieszkiwało 679 osób, a gęstość zaludnienia wynosiła 33 osób/km² (wśród 2880 gmin regionu Rodan-Alpy Poncins plasuje się na 997. miejscu pod względem liczby ludności, natomiast pod względem powierzchni na miejscu 482.).